# スティーブ・クック
スティーブ・アンソニー・クック（Steve Anthony Cook 、1991年4月19日 - ）は、イングランド・ヘイスティングス出身のプロサッカー選手。クイーンズ・パーク・レンジャーズFC所属。ポジションは、ディフェンダー。

## クラブ経歴
出身地にほど近いブライトン・アンド・ホーヴ・アルビオンFCの下部組織出身。トップチーム昇格後は下位クラブへのレンタル移籍を繰り返した。
2012年1月3日、昨年10月からレンタルで加入していたAFCボーンマスに完全移籍。
2022年1月4日、ノッティンガム・フォレストFCへ完全移籍。
2023年8月9日、クイーンズ・パーク・レンジャーズFCに2年契約で移籍。

## タイトル

### クラブ
ボーンマス
- フットボールリーグ・チャンピオンシップ：2014–15